# Валерий Максим (писател)
Вижте пояснителната страница за други личности с името Валерий Максим.
Валерий Максим (на латински: Valerius Maximus) е латински писател и автор на сбирка от исторически анекдоти по времето на император Тиберий.
Произлиза от бедна фамилия. През 27 г. той придружава Секст Помпей (консул 14 г.) на Изток. Влиза в литературния кръг на своя мецен Секст Помпей, в който са Овидий и Германик.

## Издания и преводи
- Karl Kempf: Factorum et dictorum memorabilium libri IX. Reimer, Berlin 1854. online; Teubner 1982, ISBN 3-519-01869-1
- F. Hoffmann: Sammlung merkwürdiger Reden und Thaten. 5 Bände, 1828 – 29 online (Google Books).
- Valère Maxime. Faits et dits mémorables. Tome I: Livres I-III. Trad. Robert Combès Архив на оригинала от 2010-12-30 в Wayback Machine.. Les Belles Lettres, Paris 2003.
- Valère Maxime. Faits et dits mémorables. Tome II: Livres IV-VI. Trad. Robert Combès. Les Belles Lettres, Paris 2003.
- Valerii Maximi Dictorvm Et Factorvm Memorabilivm – Aldus Manutius, Venedig; Stadtbibliothek Mainz (Signatur I u 620)
- D. Wardle: Valerius Maximus′Memorable Deeds and Sayings, Book I. Clarendon Press, Oxford 1998.